# Paris (Kentucky)
Paris és una població dels Estats Units a l'estat de Kentucky. Segons el cens del 2000 tenia 9.183 habitants.

## Demografia
Segons el cens del 2000, Paris tenia 9.183 habitants, 3.857 habitatges, i 2.487 famílies. La densitat de població era de 521,4 habitants/km².
Dels 3.857 habitatges en un 31,9% hi vivien nens de menys de 18 anys, en un 43,8% hi vivien parelles casades, en un 16,5% dones solteres, i en un 35,5% no eren unitats familiars. En el 31,2% dels habitatges hi vivien persones soles el 14,2% de les quals corresponia a persones de 65 anys o més que vivien soles. El nombre mitjà de persones vivint en cada habitatge era de 2,33 i el nombre mitjà de persones que vivien en cada família era de 2,9.
Per edats la població es repartia de la següent manera: un 25,3% tenia menys de 18 anys, un 9% entre 18 i 24, un 28,5% entre 25 i 44, un 21,6% de 45 a 60 i un 15,7% 65 anys o més.
L'edat mediana era de 36 anys. Per cada 100 dones de 18 o més anys hi havia 82,7 homes.
La renda mediana per habitatge era de 30.872$ i la renda mediana per família de 37.358$. Els homes tenien una renda mediana de 29.275 $ mentre que les dones 21.285 $. La renda per capita de la població era de 16.645 $. Entorn del 17,5% de les famílies i el 17,8% de la població estaven per davall del llindar de pobresa.

## Poblacions més properes
El següent diagrama mostra les poblacions més properes.